# 海复镇
海复镇，是中华人民共和国江苏省南通市启东市下辖的一个乡镇级行政单位。

## 行政区划
海复镇下辖以下地区：
海复镇社区、季明村、东岗村、均里村、复南村、糖坊村、清虎村、搬场村、垦牧村、复西村、北固村、竹亭村、兴益村、滨海村、家禄村、五圩村、庙基村、四堤村、三圩村、桃洪村和安东村。